# Lago di Gölcük (Isparta)
Il lago di Gölcük (in turco: Gölcük Gölü) è un lago vulcanico d'acqua dolce situato a 8 km a sud-ovest del centro di Isparta, nella provincia omonima, nella Turchia occidentale.

## Geografia

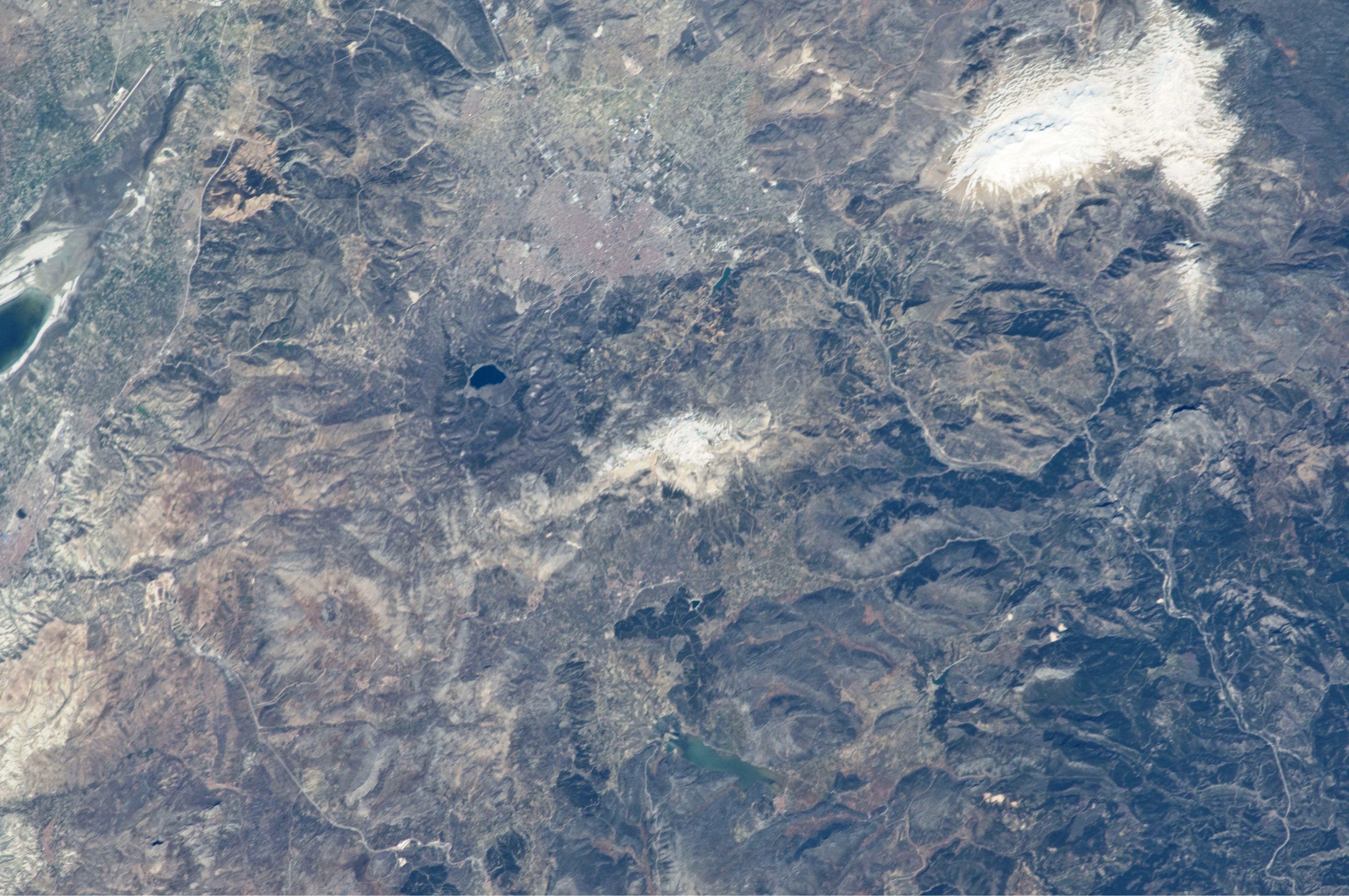
Isparta e il lago di Gölcük nel 2010 in una foto scattata a di altezza

Si tratta di un lago ospitato in un maar il cui bordo è alto da 150 a 300 m dalla superficie della specchio d'acqua. Il lago si trova a un'altezza di 1380 m, ha una superficie di 105 ettari, una larghezza di 2,5 km e una profondità di 32 m. È alimentato da sorgenti nel fondo del lago e dall'acqua piovana. L'acqua del lago è dolce. Per un po', l'acqua potabile del centro di Isparta è stata presa da qui. Il lago è stato registrato come parco naturale nel 1991. Il maar di Gölcük cominciò a essere attivo con eruzioni laviche nell'era del Pliocene, 5 milioni di anni prima della nostra era, ed è rimasto in attività fino a 24.000 anni fa (pleistocene). La formazione del maar, che dura da 200.000 anni, è divisa in tre fasi esplosive. L'intervallo di 30.000 anni tra le fasi dell'ultima eruzione suggerisce che il vulcano abbia dormito per 24.000 anni e suggerisce la possibilità di un risveglio.. Le esalazioni di anidride carbonica (CO₂) dal lago sono monitorate dagli scienziati come mezzo di previsione di un'eruzione vulcanica.

## Fauna e flora
La vegetazione naturale nella zona comprende il pino calabro, il pino nero, l'acacia, la quercia, il cedro, l'albero dei rosari, la ginestra odorosa, il cistus, l'astragalus. Fra i mammiferi vi si trovano il cinghiale, la volpe, il coniglio, il tasso, lo scoiattolo; vi sono anche serpenti, mentre l'avifauna comprende la pernice, la beccaccia, il corvo, la poiana, e fra gli uccelli acquatici il germano reale e la folaga. Nell'acqua vivono numerose specie di pesci.
A causa della sua flora, fauna e paesaggio, nel 1991 l'area è stata dichiarata parco naturale.